# Medusa (film)
Pour plus de détails, voir Fiche technique et Distribution.
Medusa est un film brésilien réalisé par Anita Rocha da Silveira et sorti en 2021.

## Synopsis
Au Brésil, Mariana et ses amies, adepte d'un mouvement religieux conservateur, sortent la nuit pour jouer les justicières masquées. Elles traquent les « mauvaises filles » selon leurs standards et les agressent. Mais l'une d'elles se défend et balafre le visage de Mariana...

## Fiche technique
- Titre original : Medusa
- Réalisation : Anita Rocha da Silveira
- Scénario : Anita Rocha da Silveira
- Musique : Bernardo Uzeda et Anita Rocha da Silveira
- Décors : Dina Salem Levy
- Costumes : Paula Ströher
- Photographie : João Atala
- Montage : Marilia Moraes
- Production : Mayra Faour Auad et Vania Catani
- Sociétés de production : Bananeira Filmes et Telecine Productions
- Société de distribution : Wayna Pitch
- Pays de production :  Brésil
- Langue originale : portugais brésilien
- Format : couleur — 2,35:1
- Genre : drame, thriller, horreur, fantastique
- Durée : 127 minutes
- Dates de sortie :
  - France : 12 juillet 2021 (Festival de Cannes) ; 16 mars 2022 (sortie nationale)
  - Canada : 15 septembre 2021 (Festival de Toronto)
  - Suisse : 6 novembre 2021 (Festival de Genève)
  - Brésil : 16 mars 2023

## Acteurs principaux
- Mari Oliveira : Mariana
- Lara Tremouroux : Michele
- Bruna Linzmeyer : Melissa
- Felipe Frazão : Lucas
- Thiago Fragoso : Pasteur Guilherme
- Joana Medeiros : Karen
- Bruna G : Clarissa

## Commentaires
Medusa critique l'évangélisme et l'antiféminisme.